# Maria Westberg
Maria Charlotta Westberg (født 3. februar 1853 i Stockholm, død 4. december 1893 sammesteds) var en svensk balletdanser. Hun var uddannet af balletmester Sigurd Lund på Kungliga Operan i Stockholm.
August Bournonville så Westberg optræde i Stockholm i 1871, og da han manglende en danser efter Betty Schnells stop som balletdanser, inviterede han hende til København. Hun havde debut i København 6. september 1871 i Sylfiden. Efter at hun var fri for sine forpligtelser i den kongelige svenske ballet, blev hun ansat ved Den Kongelige Ballet i Danmark i juli 1872 og blev solodanser i 1875. Westberg forlod balletten i 1890 og rejste hjem til Stockholm hvor døde i 1893 kun 40 år gammel.